# 1920 no teatro

## Nascimentos
| Data           | Nome                  | Profissão                    | Nacionalidade   | Observações | Ref |
| -------------- | --------------------- | ---------------------------- | --------------- | ----------- | --- |
| 10 de abril    | Helena Félix          | atriz                        | Portugal        |             |     |
| 23 de setembro | Mickey Rooney         | ator                         | Estados Unidos  |             |     |
| 27 de outubro  | Elísio de Albuquerque | ator                         | Brasil          | m.1983      |     |
| 30 de novembro | Voldemar Panso        | cenógrafo, ator e teatrólogo | União Soviética | m. 1977     |     |

## Mortes
| Data | Nome | Profissão | Nacionalidade | Observações | Ref |
| ---- | ---- | --------- | ------------- | ----------- | --- |